# Котис (богиня)
Ко́тис (Котитто/Котито; др.-греч. Κοτυττώ, Κοτυτώ, Κότυς) — фракийское божество, чей культ был распространён в Древней Греции. Её упоминает Эсхил, говоря о празднике Котитии у фракийцев (эдонийцев). Её праздник отмечали афиняне. Портик Котис был воздвигнут в Эпидавре.
В честь богини в Коринфе и Афинах отмечали религиозный оргиастический фестиваль котиттия.

## Интересные факты
Упоминается в романе И. А. Ефремова «Таис Афинская»[значимость факта?].